# Irmãs da Providência do Instituto da Caridade
As Irmãs da Providência do Instituto da Caridade, mais comumente chamadas de Irmãs da Providência Rosminianas, são um instituto religioso católico romano para mulheres fundado na Itália em 1832.

## História

### Fundação
As Irmãs da Providência surgiram através do trabalho do beato Antonio Rosmini-Serbati, natural do condado do Tirol, e do abade Jean-Baptiste Loevenbruck, natural da região de Lorena, na França. Rosmini, que foi ordenado sacerdote católico em 1821, dedicou sua vida a se submeter à Divina Providência ao empreender qualquer trabalho que ele sentisse que fosse apresentado por e que fizesse parte dela. Como parte disso, ele pensou em formar uma comunidade religiosa de homens dedicados a essa visão, que veio a ser chamada de Instituto da Caridade. Ele conheceu Loevenbruck em junho de 1827, e ficou impressionado com o desejo dele de formar uma comunidade de presbíteros para evangelizar as comunidades isoladas das montanhas daquela região.  Eles montaram uma casa em Domodossola, a qual chamaram de Calvário, donde Loevenbruck viajaria pelos vales de Ossola, pregando e ensinando às pessoas das cidades locais.
No curso de suas viagens missionárias, Loevenbruck encontrou uma grande população de Walsers vivendo no Vale de Formazza, que falava o Walser, um dialeto marcadamente diferente dos de seus vizinhos, como conseqüência de que eles eram incapazes de se comunicar facilmente com o clero local para suas necessidades espirituais.  Devido à sua formação, o sacerdote francês era capaz de fazê-lo, pelo que era calorosamente recebido pelo povo da região. Ele então passou vários meses fornecendo-lhes os sacramentos da Igreja e educando-os em sua fé católica.
Uma coisa que Loevenbruck percebeu de seu tempo entre o povo daquele vale foi um forte desejo entre muitas de suas jovens mulheres de se oferecerem completamente ao serviço de Deus. O que lhes faltava era qualquer meio de educação. Para canalizar e direcionar esse desejo, ele concebeu um plano para estabelecer um instituto religioso para lhes dar uma saída para seu chamado. Inicialmente, ele contatou alguns institutos religiosos estabelecidos naquela região. Todavia, nenhum ofereceria assistência neste projeto. Então ele lembrou que, em sua terra natal, Lorena, conhecera um grupo florescente de religiosas, chamado Congregação da Divina Providência, fundada pelo abade Jean-Martin Moye em 1762, que se dedicava aos pobres, especialmente através da educação de crianças. Desejando encontrar um lugar para todas essas jovens mulheres o mais breve possível, Loevenbruck recorreu a essas irmãs francesas.
Em 1830, Loevenbruck começou a se corresponder com o superior geral da congregação, o abade E. Feys, pastor da cidade de Portieux, onde ficava sua casa-mãe, solicitando que alguns membros daquela congregação fossem ao Tirol para iniciar o trabalho que ele imaginava. Feys inicialmente hesitou, sugerindo que Loevenbruck montasse sua própria estrutura localmente. Isso, porém, estava além de sua autoridade e contrariava sua tendência de agir por obediência, em vez de iniciar um trabalho.
Em novembro de 1831, no entanto, talvez por temer outra supressão de comunidades religiosas na França, Feys escreveu a Loevenbruck sugerindo que ele enviasse algumas moças piemontesas para a França a fim de começar a formação na vida consagrada da congregação estabelecida. Loevenbruck respondeu entusiasticamente, organizando um grupo de quatro meninas para ir a Portieux, que partiu em 26 de novembro. A viagem durou mais de duas semanas, já que as mulheres tiveram que atravessar a passagem de Simplon no auge do inverno, muitas vezes andando descalças por quilômetros.  No entanto, elas chegaram à casa-mãe e começaram a treinar como postulantes para a comunidade proposta. Depois de vários meses, Feys enviou a Loevenbruck avaliações brilhantes dessas candidatas.

### Primeiros dias
Durante 1832, enquanto as mulheres italianas passavam sua formação na França, Loevenbruck começou a garantir uma casa para o novo instituto. No decorrer da excursão de pregação, um padre local em Locarno, no Cantão de Ticino, sugeriu-lhe a disponibilidade de um hospital abandonado lá, conhecido como San Carlo, o qual recomendou que as autoridades locais lhe transferissem. Apesar de suas condições miseráveis, sem portas ou janelas, Loevenbruck o aceitou e recrutou outras quatro mulheres para ali iniciar a vida comunitária.
As quatro mulheres chegaram a Locarno em março de 1832, de balsa, em meio a uma chuva forte, mas logo estabeleceram uma rotina de vida semelhante à dos Irmãos da Caridade, acordando às 4h30 para orações, seguido por longos dias de trabalho preparando a casa para formar seu próprio noviciado, e estudando nos rudimentos de sua fé, dados a elas por um sacerdote local. Elas sobreviviam de doações coletadas por Loevenbruck ao longo de suas viagens de pregação. Todavia, isso não era suficiente para lhes proporcionar uma vida digna, e elas sofreram de fome e de frio por meses. Em 3 de julho daquele ano, treze novas candidatas se juntaram a elas, logo seguidas pelas quatro mulheres que retornavam da França. Estas foram acompanhadas por duas irmãs francesas, não quatro, como Loevenbruck como esperava. Essas mulheres não puderam receber o hábito religioso e iniciar o noviciado canônico durante sua estada na França por receio de provocarem problemas junto às autoridades do governo francês. Portanto, assim que o grupo cruzou a fronteira, elas o fizeram, recebendo hábitos e nomes religiosos.
As Irmãs então se juntaram à comunidade já organizada em Locarno, projetada para ser um noviciado, assim como uma escola para os pobres. O noviciado foi formalmente aberto em 31 de julho. Contudo, Loevenbruck não dispunha de fundos e, embora tivessem aberto uma escola, sendo minimamente instruídos, não podiam obter salários do governo como professores reconhecidos. Outras complicações eram o isolamento das irmãs francesas, uma das quais ainda era incapaz de falar italiano. Some-se a isso a incompetência de Loevenbruck como diretor das irmãs, cometendo um erro após o outro, ignorando o conselho de Rosmini. Seu manuseio incorreto de várias questões chamou a atenção até do bispo local.  Rosmini tentou guiar seu discípulo gentilmente a resolver esses problemas, enviando vários sacerdotes para apoiá-lo. Finalmente, a superiora francesa escreveu a Rosmini para ele mesmo tomar de conta da confusão da casa. Em dezembro de 1832, Loevenbruck reconheceu sua inaptidão e implorou ao fundador de seu próprio instituto que assumisse a responsabilidade.
Essa má administração finalmente induziu Rosmini a intervir. Ele adaptou a regra escrita por uma fundadora com quem trabalhou, Santa Madalena de Canossa, para adequá-la às suas novas condições, e a partir de então teve que assumir inteira responsabilidade pelas Irmãs da Providência. Ele assegurou programas de treinamento para todas as irmãs envolvidas na educação, de modo que, no fim de 1833, todas as irmãs docentes do Instituto foram reconhecidas pelo governo local. Assim, elas foram desde o início uma parte distinta, mas integrante do Instituto da Caridade, as "Rosminianas", como os italianos logo começaram a chamá-las.

## Modo de vida
O Instituto é principalmente contemplativo; mas, quando necessário, eles empreendem qualquer trabalho de caridade adequado para mulheres, especialmente o ensino de meninas e de crianças, visita aos enfermos e instrução da doutrina cristã. As casas centrais têm estabelecimentos menores que emanam e dependem deles. Para cada um desses grupos há uma superiora, eleita pelas irmãs professas para um mandato de três anos, e elegível para um segundo mandato subseqüente. Ajudada por assistentes, ela nomeia uma procuradora para cada estabelecimento menor e atribui as notas e a maioria dos cargos.
Num costume iniciado em 1837, todas as irmãs retornam a sua casa central todos os verões para um retiro e para realizar um capítulo para a eleição de oficiais. O noviciado dura três anos; os três votos habituais de pobreza, castidade e obediência , são então tomados, a princípio por três anos, depois renovados ou tornados perpétuos.

## Expansão
Também em 1837, o Instituto se expandiu para estabelecer grupos de irmãs em várias cidades da região. Rosmini tomou a decisão de mudar a casa-mãe para Domodossola, ocupando um antigo mosteiro das Ursulinas construído por volta de 1600. Um noviciado e uma escola para educação das irmãs docentes foram então formados ali.  A Santa Sé, em sua aprovação solene do Instituto da Caridade em 1839, reconheceu indiretamente também as irmãs, como filhas adotivas do Instituto, quando as primeiras irmãs puderam fazer sua profissão religiosa em 3 de novembro. A partir desse momento, eles aumentaram constantemente.
Em outubro de 1843, duas irmãs rosminianas foram enviadas para a Inglaterra, para ajudar numa escola estabelecida em Loughborough por Lady Mary Arundell, uma convertida à Igreja Católica, que conhecera os Padres da Caridade e seu fundador enquanto viajava pela Itália.  Seu primeiro ano foi gasto em oração, no estudo da língua inglesa e em deveres domésticos. Nesta vida retirada, a elas se uniram as primeiras postulantes inglesas, que receberam seus hábitos em 1844. Naquele mesmo ano, em 25 de março, elas se encarregaram da primeira escola católica na Inglaterra a ser conduzida por religiosas. Em 1845, as irmãs começaram uma escola noturna para instrução de meninas trabalhadoras. As irmãs na Inglaterra tiveram um bom desempenho e, por algum tempo, formaram um instituto separado daquele da Itália, mas depois se fundiram a ele. Casas também foram abertas na Irlanda e no País de Gales.
As irmãs continuaram a crescer na Itália também. Na época da morte da primeira madre superiora, uma das jovens que tinham ido para a França, em 1879, o Instituto contava com 500 irmãs vivas em 50 comunidades diferentes na Europa.  O Instituto foi estabelecido como uma congregação de direito papal em 1946, quando havia cerca de 600 irmãs permanentemente professas, com outras 200 candidatas, em quase cem casas.  Em meados do século XX, as irmãs começaram a estabelecer comunidades fora da Europa. A primeira foi na Tanzânia (1955), seguida pela Venezuela (1966), pela Colômbia (1989) e pela Índia (1991).